# Tarcísio Nascentes dos Santos
Dom Tarcísio Nascentes dos Santos (Niterói, 27 de fevereiro de 1954) é um bispo católico brasileiro. Foi o quarto bispo de Divinópolis e é o terceiro bispo de Duque de Caxias.

## Biografia
Iniciou seus estudos para a ordenação presbiteral no seminário menor São José, da Arquidiocese de Niterói. Cursou filosofia no Mosteiro de São Bento, no Rio de Janeiro. Seus estudos em teologia foram no seminário arquidiocesano de Mariana.
Sua ordenação aconteceu em 1978. Atuou na Arquidiocese de Niterói, onde foi professor do seminário São José, pároco da paróquia São Domingo,  vice-reitor do Seminário e coordenador da Pastoral Vocacional.
Ainda na Arquidiocese de Niterói, foi Vigário paroquial da Paróquia Nossa Senhora da Conceição e pároco da paróquia Nossa Senhora de Nazaré. Atuou também nas paróquias Nossa Senhora da Conceição e Nossa Senhora de Fátima, esta última em São Gonçalo.
No dia 11 de fevereiro de 2009, foi nomeado bispo de Divinópolis, em Minas Gerais. Sua transferência para a Diocese de Duque de Caxias aconteceu em 1º de agosto de 2012, através de nomeação do Papa Bento XVI.

Em seu episcopado, assumiu o cargo de secretário do Regional Leste 1 da Conferência Nacional dos Bispos do Brasil, tendo sido eleito em 2015.